# Крекови
Крекови су насељено мјесто у општини Невесиње, Република Српска, БиХ. Према попису становништва из 2013. у насељу је живјело 340 становника.

## Историја
Поред Крекова је 1875. подигнут српски устанак против Османског царства познат као Невесињска пушка.

## Споменик
Споменик се налази поред Крекова на мјесту устанка из 1875. На споменику се налази натпис: „У спомен српских устаника светосавске Хаерцеговине за крст часни и слободу златну рода српскога православног“.

## Становништво
| Националност       | 1991. | 1981. | 1971. | 1961. |
| Срби               | 358   | 385   | 446   | 483   |
| Југословени        |       | 1     |       | 22    |
| Муслимани          |       | 1     | 20    |       |
| остали и непознато |       |       | 3     | 13    |
| Укупно             | 358   | 387   | 469   | 518   |

| Демографија | Демографија | Демографија |
| Година      | Становника  | Становника  |
| ----------- | ----------- | ----------- |
| 1961.       | 518         |             |
| 1971.       | 469         |             |
| 1981.       | 387         |             |
| 1991.       | 358         |             |
| 2013.       | 340         |             |

## Знамените личности
- Раде Говедарица, протојереј ставрофор Српске православне цркве
- Саво Чоловић, народни херој Југославије